# Brémontier-Merval
Brémontier-Merval – miejscowość i gmina we Francji, w regionie Normandia, w departamencie Sekwana Nadmorska.
Według danych na rok 1990 gminę zamieszkiwało 278 osób, a gęstość zaludnienia wynosiła 16 osób/km² (wśród 1421 gmin Górnej Normandii Brémontier-Merval plasuje się na 633. miejscu pod względem liczby ludności, natomiast pod względem powierzchni na miejscu 88.).